# Cmentarz prawosławny w Wyrykach-Adampolu
Cmentarz prawosławny w Wyrykach-Adampolu – prawosławna nekropolia w Wyrykach-Adampolu, administrowana przez parafię Narodzenia Najświętszej Maryi Panny we Włodawie.
Cmentarz położony jest w lesie przy drodze z Wyryk do Włodawy, na otoczonym fosą wzniesieniu. Nekropolia jest czynna, przetrwało na niej kilkanaście nagrobków powstałych w I połowie XX wieku, najstarsze z drugiej dekady tegoż stulecia. Wśród zachowanych pomników są zarówno wykute w kamieniu i wykonane z żeliwa, jak i krzyże drewniane.